# Liste ehemals deutsch besiedelter Orte im Raum Łódź
Dies ist eine Liste von Orten in der engeren Umgebung von Łódź, die früher einen nennenswerten deutschen Bevölkerungsanteil hatten. Ein großer Teil dieser ehemaligen deutschen Dörfer, die im Umkreis von etwa 30 km um den Stadtkern liegen, ist mittlerweile durch Eingemeindung selbst ein Teil der Stadt Łódź geworden. Wie es dazu kam, dass im Łódźer Raum so viele Menschen deutscher Herkunft siedelten, ist ausführlich im Artikel Geschichte der Deutschen im Raum Łódź dargestellt. In der weiteren Umgebung von Łódź gab es eine große Zahl weiterer deutscher Siedlungen, wenn auch nicht in vergleichbarer Dichte.
Grundlage der untenstehenden Liste sind drei Karten:
- die sehr umfangreiche, aber nicht sehr übersichtliche Karte „Entwicklung der ländlichen deutschen Siedlung im nordwestlichen Kongreßpolen (1800, 1825, 1835, 1935)“ von Oskar Kossmann,[1] aus der ein Gebiet von etwa 30 km im Umkreis des Stadtkerns von Łódź ausgewählt wurde, in dem es eine hohe Dichte deutscher Siedlungen gab,
- die Karte „Deutsche Siedlungen der Umgegend von Lodz“ von Albert Breyer,[2] die zwar einen deutlich früheren Forschungsstand wiedergibt, dafür aber weit übersichtlicher ist
- eine weitere Karte von Albert Breyer: „Deutsche Siedlungen in Mittelpolen“[3]

Ergänzend kommen weitere Quellen hinzu, insbesondere die
- Warschauer Liste der Kolonien und Kolonisten vom Jahre 1835 (ergänzt durch Angaben aus den Jahren 1825, 1851, 1865),[4] die für Kongresspolen insgesamt 1231 Kolonien auflistet.

Eine besondere Schwierigkeit bei der Identifikation der Orte ergibt sich einerseits daraus, dass es in der Region (und in Polen überhaupt) sehr viele Orte mit gleichen oder sehr ähnlichen Namen gibt. So kommt beispielsweise der Name Józefów allein unter den deutschen Siedlungen der Umgebung von Łódź fünfmal vor. Oder es gehört ursprünglich ein Zusatz wie „Kolonia“ oder „Holendry“ zum Ortsnamen hinzu, der aber in der deutschen Literatur meist fehlt, da es ohnehin offensichtlich war, dass die deutsche Siedlung und nicht die nahe gelegene polnische Muttersiedlung gemeint war. (Mittlerweile sind viele dieser Namenszusätze durch Eingemeindungen wieder verschwunden.) Ein Beispiel hierfür ist Gałkówek-Kolonia, das in der deutschen Literatur ausschließlich unter dem Namen Gałkówek erscheint, was eigentlich der Name des Gutes ist, dessen Grundherr die Siedlung ursprünglich gründen ließ.

## Beschreibung der Tabelle
- Ort: Hier steht der heutige Name des Ortes. Ältere, z. T. lange gültige Namen desselben Ortes, finden sich in der Spalte „andere Namen und Schreibweisen des Ortes“. Ist der Ort mit einem * gekennzeichnet, bedeutet das, dass die Deutschen in einem bereits bestehenden Ort mit polnischer Bevölkerung angesiedelt wurden, in der Regel handelt es sich jedoch um Neugründungen.
- Heutige Zugehörigkeit: Hier wird die Stadt oder Gmina angegeben, zu der der Ort heute gehört, sowie das Schulzenamt, sofern der Ort nicht selbst ein solches bildet.
- Andere Namen und Schreibweisen des Ortes: An erster Stelle steht hier, wenn vorhanden, der deutsche Name des Ortes, nachfolgend frühere Ortsnamen und Schreibvarianten. Die meisten der Siedlungen hatten keinen wirklichen deutschen Namen, oft aber eine eingedeutschte Version des polnischen Namens.
- Deutsche Ortsnamen 1939 bis 1945: Da die deutschen Ortsnamen der Besatzungszeit während des Zweiten Weltkrieges keineswegs immer identisch mit den historisch gewachsenen sind, werden sie hier gesondert aufgelistet.
- Beginn der Ansiedlung deutscher Familien: Hierzu gibt es in der Literatur oft abweichende Angaben.
- Herkunft der Siedler: Die hier angegebenen Herkunftsregionen sind in erster Linie als Orientierung zu verstehen, da normalerweise nicht alle Familien dieselbe Herkunft hatten. Bei den „Pommern“ und „Schlesiern“ ist außerdem zu bedenken, dass es sich zumeist um Familien handelte, deren Vorfahren die genannten Herkunftsregionen oft schon vor mehreren Generationen verlassen hatten, um sich im polnischen Sprachraum anzusiedeln. In die Liste wurde außerdem eine kleine Zahl von Siedlungen aufgenommen, in denen polnische Siedler zu demselben Recht angesetzt wurden und die daher immer wieder in den für die deutschen Siedlungen typischen Quellen erscheinen. Ihre Aufnahme in die Liste dient dazu, zu vermeiden, dass sie dieser später als deutsche Orte hinzugefügt werden, da sie in der Literatur gelegentlich als solche bezeichnet werden.
- Bemerkungen: Hier finden sich einerseits Angaben zur Infrastruktur der Deutschen in der Region (deutschsprachige Schulen, evangelische Kirchen), andererseits Informationen zur Ab- und Zuwanderung aus dem Ort.

| Ort                                                                    | Heutige Zugehörigkeit                                   | Andere Namen und Schreibweisen des Ortes                                                                       | Deutsche Ortsnamen 1939 bis 1945               | Beginn der Ansiedlung deutscher Familien | Herkunft der Siedler | Bemerkungen |
| ---------------------------------------------------------------------- | ------------------------------------------------------- | --- | ---------------------------------------------- | --- | --- | --- |
| Adamów (bei Brzeziny)                                                  | Gmina Brzeziny                                          | Małczew-Holland                                                                                                |                                                | 1796, vor 1800, 1830 | Pommern | |
| Adolfów                                                                | Gmina Wodzierady                                        | |                                                | 1820 | Schlesier | |
| Albertów                                                               | Gmina Lutomiersk                                        | |                                                | 1850 | Schlesier | |
| Albertów (bei Ciosny)                                                  |                                                         | |                                                | 1845 | | |
| Aleksandria                                                            | Gmina Ozorków                                           | Friedrichsruh(e), Aleksandrja, Alexandrya                                                                      |                                                | vor 1806, vor 1835, 1850 | Pommern, Weber aus Ozorków | |
| Aleksandrów Łódzki*                                                    |                                                         | Alexandrow | Alexanderhof (1939–1943), Wirkheim (1943–1945) | 1817, 1819 | Tuchmacher vorwiegend aus Grünberg (Zielona Góra), Lobsens (Łobżenica), Obersitzko (Obrzycko), Züllichau (Sulechów) und Schwersenz (Swarzędz) | Schule (1819), Schule mit sechs Klassen (ab 1913, um 1925), Kirche seit 1829 (verlegt aus Ruda-Bugaj) |
| Anastazew                                                              | Gmina Parzęczew                                         | |                                                | 1840 | Pommern | |
| Andrespol                                                              | Gmina Andrespol                                         | Andreasfeld, Andreaspol, Andryspol                                                                             |                                                | 1805, 1807 | Pommern | Schule (ab 1916, um 1919) |
| Andrzejów                                                              | Łódź, Stadtteil Widzew                                  | | Andreshof (1943–1945)                          | 1820er, 1803, 1805 | Pommern | Schule (1841, 1865, 1881, 1914, 1918, 1919, um 1925), Filialkirche seit 1925, Kirche seit 1936, Andrzejów entstand, als in den 1820ern die Kreisgrenze verlegt wurde und nun mitten durch Andrespol hindurchführte; der westliche, abgetrennte Teil erhielt nun den Namen Andrzejów. |
| Anielin (bei Stryków)                                                  | Gmina Stryków                                           | |                                                | 1835, vor 1835 | Pommern | Schule (um 1919) |
| Anielin (bei Łask)                                                     | Gmina Łask                                              | Annielin |                                                | 1815 | Schlesier | Schule (1865) |
| Aniołów                                                                | Zgierz                                                  | Engelhardt |                                                | vor 1806, vor 1835 | | Ein Großteil der Siedler wanderte zwischen 1825 und 1835 ab. |
| Antoniew                                                               | Gmina Aleksandrów Łódzki                                | |                                                | 1806, 1825–35 | Schlesier | |
| Antoniew-Sikawa (nordöstl. von Łódź)                                   | Łódź?, Stadtteil Widzew?                                | |                                                | 1799 | Pommern | Schule (1867) |
| Antoniew-Stoki (östl. von Łódź)                                        | Łódź?, Stadtteil Widzew?                                | Antoniew-Stoki Hol.                                                                                            |                                                | 1797, 1798 | Pommern | Schule (1865, 1899, 1919, um 1925) |
| Apolonia                                                               | Gmina Wodzierady                                        | Apolonja |                                                | 1840 | Schlesier | |
| Augustów                                                               | Łódź, Stadtteil Widzew oder Górna?                      | Friedrichshagen                                                                                                |                                                | 1803 | Pommern, Schwaben | Schule (um 1925) |
| Babice                                                                 | Gmina Lutomiersk                                        | Babitz |                                                | 1835, 1836 | Schlesier, Hessen | Schule (1919) |
| Babiczki                                                               | Gmina Lutomiersk                                        | |                                                | 1830 | Schlesier | |
| Babieniec                                                              |                                                         | |                                                | 1850 | Schlesier | |
| Bałuty                                                                 | Łódź                                                    | |                                                | vor 1825 | | Ein Großteil der Siedler wanderte zwischen 1825 und 1835 ab, Schule 1899, Kirche seit 1936 (Kirchspiel Bałuty-Żubardz) |
| Bandków                                                                |                                                         | |                                                | vor 1826 | | lag im ev. Kirchspiel Ozorków |
| Bardzińska Huta siehe Huta Bardzyńska                                  |                                                         | |                                                | | | |
| Bardzynin                                                              | Gmina Dalików                                           | Bardzinin |                                                | 1800 | Pommern | |
| Bechcice                                                               | Gmina Lutomiersk                                        | Peschitz |                                                | 1834, 1835, 1836 | evangelische Südwestdeutsche, Hessen, Rheinhessen                                                                                             | Schule (um 1919) |
| Bedoń-Wieś                                                             | Gmina Andrespol                                         | Bedoń |                                                | | | lag im ev. Kirchspiel Nowosolna |
| Besiekierz                                                             | Gmina Zgierz                                            | Biesiekierz |                                                | 1825, 1845 | Pommern | Schule (um 1919) |
| Biała                                                                  | Gmina Zgierz                                            | | Billheim (1943–1945)                           | 1820, vor 1825, 1840 | Pommern | Schule (um 1867, um 1919) |
| Bibianów (südwestl. v. Ozorków)                                        | Gmina Parzęczew                                         | |                                                | vor 1835 | | |
| Bielanki                                                               | Gmina Brzeziny                                          | |                                                | vor 1825 | | |
| Boginia                                                                | Gmina Nowosolna                                         | |                                                | 1785, 1795, vor 1800 | Pommern | |
| Borowa                                                                 | Gmina Koluszki                                          | Wilhelmswalde, Wilchelmswalde, Borowo                                                                          |                                                | 1800 | Pommern | Schule (1865, 1919, um 1925) |
| Brużyczka                                                              | Gmina Aleksandrów Łódzki                                | Księstwo, Brożyczka, Klein-Bruzyca                                                                             | Breitbruschütz (1943–1945)                     | 1791 | Schlesier, Pommern | Schule (1798, 1919, um 1925) |
| Brzeziny*                                                              |                                                         | | Löwenstadt (1943–1945)                         | 1816 | Tuchmacher vorwiegend aus Ozorków und Dąbie                                                                                                   | Schule (um 1925), Kirche seit 1829 (nominell seit 1826) |
| Budy-Sikawa                                                            | Łódź?, Stadtteil Widzew?                                | Sikawa Buden, Budy Sikawskie                                                                                   |                                                | 1820 | Pommern | |
| Budy-Stoki                                                             | Łódź?, Stadtteil Widzew?                                | Stocker Buden, Budy Stokowskie                                                                                 |                                                | 1831, vor 1835 | Pommern | Schule (1919) |
| Budy Wolskie                                                           | Gmina Aleksandrów Łódzki                                | Wolskie Budy                                                                                                   |                                                | 1830 | Schlesier | |
| Bugaj* (bei Ozorków)                                                   |                                                         | Bugay Strzeblew                                                                                                |                                                | Pommern | | |
| Bugaj (bei Aleksandrów Łódzki)                                         | Gmina Aleksandrów Łódzki                                | |                                                | 1782 | Schlesier | Schule (1919, um 1925) |
| Bukowiec                                                               | Gmina Brójce                                            | Königsbach |                                                | 1803, 1803–1806 | evangelische Südwestdeutsche, Schwaben, Schwaben und Elsässer                                                                                 | Schule (1865, um 1919), Filialkirche seit 1936 |
| Bychlew                                                                |                                                         | |                                                | nach 1835 | Schlesier | |
| Byszewy                                                                | Gmina Nowosolna                                         | |                                                | vor 1825 | | |
| Celestynów                                                             | Gmina Ozorków                                           | |                                                | vor 1835 | | |
| Chechło                                                                | Gmina Dobroń                                            | Hechel |                                                | 1785, 1785–1796, vor 1795 | Schlesier, sowie Polen aus dem Posener Raum, Deutsche und Polen                                                                               | |
| Chełmy                                                                 | Zgierz                                                  | |                                                | 1850 | Schlesier | |
| Chociszewer Holl. siehe Rexul                                          |                                                         | |                                                | | | |
| Chojny                                                                 | Łódź, Stadtteil Górna                                   | |                                                | 1788, 1797 | Pommern | |
| Chorzeszów                                                             | Gmina Wodzierady                                        | Korischew |                                                | 1840, nach 1835 | Schlesier | Schule (1919, um 1925) |
| Ciężków                                                                | Gmina Aleksandrów Łódzki                                | |                                                | 1850, nach 1835 | Schlesier | |
| Cisów*                                                                 | Gmina Rokiciny                                          | |                                                | | Pommern | |
| Cyganka*                                                               | Łódź, Stadtteil?                                        | |                                                | | Schlesier | |
| Cyprianów                                                              | Gmina Zgierz, Schulzenamt Biała                         | |                                                | vor 1825 | | |
| Czaplinek                                                              | Gmina Zgierz                                            | |                                                | 1859, 1860, 1864–1865 | Pommern | |
| Czyżemin*                                                              | Gmina Dłutów                                            | |                                                | nach 1835 | Pommern, Schlesier | |
| Czyżeminek                                                             | Gmina Rzgów                                             | Neu-Czyżemin                                                                                                   |                                                | 1780–1800, 1815 | Schlesier | Schule (um 1919), Neu Czyżemin wurde um 1918 in Czyżeminek umbenannt |
| Dąbrowa (nordöstl. von Łódź)                                           | Gmina Nowosolna                                         | |                                                | 1795 | Pommern | |
| Dąbrowa (südl. von Pabianice)                                          | Gmina Dłutów                                            | |                                                | | Pommern | |
| Dąbrowa (südöstl. von Łódź)                                            | Łódź, Stadtteil Górna                                   | Dombrowa-Holland, Dąbrowa-Holendry                                                                             |                                                | 1788, 1789, vor 1795, 1795 (1788) | Schlesier, Pommern | Schule (1798, 1865, 1867) |
| Dąbrowa                                                                | Gmina Ksawerów                                          | Dombrowa, Collonie Wissef, Kolonie Widzew                                                                      |                                                | 1804 | Schwaben | Die Kolonie mit 8 Siedlerstellen wurde 1824 bei der Gründung von Ksawerów in selbiges mit einbezogen. |
| Dąbrowka H.                                                            |                                                         | Dombrowka H.                                                                                                   |                                                | 1788 | | lag im ev. Kirchspiel Zgierz |
| Dąbrówka Nadolna (nordwestl. von Aleksandrów Łódzki)                   | Gmina Dalików                                           | |                                                | vor 1825 | | Ein Teil der Siedler wanderte zwischen 1825 und 1835 ab. |
| Dąbrówka Górna (nordwestl. von Aleksandrów Łódzki)                     | Gmina Dalików                                           | Dąbrowa Nagórna                                                                                                |                                                | 1803, um 1800 | Pommern | Schule (um 1919) |
| Dłutów                                                                 | Gmina Dłutów                                            | |                                                | vor 1825 | | Zwischen 1825 und 1835 wanderte ein Großteil der Siedler ab. |
| Dmosin                                                                 | Gmina Dmosin                                            | |                                                | vor 1825 | Pommern | Die meisten deutschen Siedler wanderten später ab. |
| Dobieszków*                                                            | Gmina Nowosolna                                         | |                                                | nach 1835 | Pommern | |
| Dobków                                                                 | Gmina Wodzierady                                        | Dąbków, Dębków                                                                                                 |                                                | nach 1835 | Schlesier | |
| Doły                                                                   | Łódź, Stadtteil Bałuty                                  | |                                                | 1827 | Pommern | |
| Domaradzyn-Holendry                                                    |                                                         | Domrasin-Holendry                                                                                              |                                                | vor 1798 | | Schule (1798) |
| Dzierżanów                                                             |                                                         | Dzierzanów |                                                | 1843 | Schlesier | Schule (1854–1929) |
| Emilia                                                                 | Gmina Zgierz                                            | Emilja |                                                | 1825 | Pommern | |
| Erazmów                                                                | Gmina Koluszki                                          | Lisowskie Hol.                                                                                                 |                                                | 1795, vor 1800 | Pommern | Schule (1805, 1865) |
| Eufeminów                                                              | Gmina Brzeziny                                          | |                                                | 1830 | Pommern | Schule (1865, 1919) |
| Felicjanów                                                             | Gmina Koluszki                                          | |                                                | 1798 | Pommern | Schule (1805, 1865, um 1919) |
| Feliksów (nordwestl. von Stryków)                                      | Gmina Głowno                                            | |                                                | 1840 | Pommern | |
| Feliksów (am Ner)                                                      | Gmina Poddębice                                         | |                                                | vor 1835, vor 1838 | Pommern | Schule (1810), Die meisten deutschen Siedler wanderten später ab. |
| Florentynów (bei Konstantynów)                                         | Gmina Lutomiersk                                        | |                                                | 1855 | Schlesier | |
| Florentynów (südwestl. von Ozorków)                                    | Gmina Parzęczew                                         | |                                                | nach 1835 | Pommern | |
| Florianki                                                              | Gmina Parzęczew                                         | Florjanki |                                                | 1810 | Pommern | |
| Florianów                                                              | Gmina Zgierz                                            | Florjanow |                                                | 1830 | Pommern | |
| Franciszków                                                            | Gmina Lutomiersk                                        | |                                                | vor 1835 | Pommern | Die deutschen Siedler wanderten später ab. |
| Gaj                                                                    | Gmina Brzeziny                                          | Przanowice-Holland, Gay                                                                                        |                                                | 1796, 1797 | Pommern | |
| Gałkówek-Kolonia                                                       | Gmina Brzeziny                                          | Galkowek, Galkhof                                                                                              |                                                | 1798 (bei der abweichenden Angabe im gleichen Werk, der Ort sei 1788 gegründet, handelt es sich um einen Tippfehler), 1802                                                                                           | Pommern | Schule (1865, um 1919) |
| Giemzów*                                                               | Gmina Brójce                                            | |                                                | | Pommern | |
| Glewa                                                                  |                                                         | |                                                | 1830 | Pommern | |
| Głąbie                                                                 | Gmina Nowosolna, Schulzenamt Stare Skoszewy             | Głombie |                                                | 1795, 1798 | Pommern | Schule (1798) |
| Głogowiec                                                              | Gmina Nowosolna                                         | |                                                | 1785, 1795, vor 1800 | Pommern | Schule (1865, 1919, um 1925) |
| Głowa                                                                  | Gmina Zgierz                                            | |                                                | vor 1835 | | |
| Godaszewice                                                            | Gmina Rokiciny, zu Łaznowska Wola (Grömbach) gehörig    | |                                                | 1806 | | 3 Siedlerstellen |
| Góra Bałdrzychowska                                                    | Gmina Poddębice                                         | |                                                | nach 1835 | Pommern | Die deutschen Siedler wanderten später ab. |
| Górka Pabianicka                                                       |                                                         | |                                                | | Schlesier | |
| Górki                                                                  | Łódź, Stadtteil Górna                                   | Górki Stare |                                                | 1790 | Schlesier, Pommern | |
| Górki Nowe                                                             |                                                         | |                                                | vor 1835 | | |
| Grabczyna                                                              | Gmina Lutomiersk?                                       | |                                                | 1840 | Schlesier | |
| Grabieniec                                                             | Łódź,Stadtteil Bałuty?                                  | Kalskie Hollendry, Kały-Grabieniec, Grabienice                                                                 |                                                | 1793, 1796 | Schlesier | Schule (ab 1820, 1865, um 1867, um 1925), Kirche seit 1936 |
| Grabina                                                                | Gmina Nowosolna                                         | |                                                | 1795, 1802, 1825 | Pommern | Schule (1865) |
| Helenów                                                                | Gmina Brzeziny                                          | |                                                | 1860 | Pommern | |
| Helenów                                                                |                                                         | |                                                | vor 1835 | Pommern | |
| Henryków                                                               | Łódź, Stadtteil Widzew                                  | Henryków Hol.                                                                                                  |                                                | 1825 | Pommern, vor 1825 | Henryków gehörte zu Janów |
| Hermanów                                                               | Gmina Pabianice                                         | |                                                | 1850 | Schlesier | Schule (um 1919) |
| Hipolitów                                                              | Gmina Wodzierady                                        | |                                                | 1840, nach 1835 | Schlesier | Schule (1919) |
| Hulanka                                                                | Gmina Andrespol, Schulzenamt Justynów                   | |                                                | 1850, 1860 | Pommern | |
| Huta                                                                   | Zgierz?                                                 | |                                                | vor 1825 | | Ein Großteil der Siedler wanderte zwischen 1825 und 1835 ab. |
| Huta Bardzyńska                                                        | Gmina Dalików                                           | Bardzińska Huta                                                                                                |                                                | vor 1800, 1811 | Pommern | Schule (um 1919) ein Teil der Siedler wanderte zwischen 1825 und 1835 ab, Filialkirche seit 1839 |
| Huta Dłutowska                                                         | Gmina Dłutów                                            | |                                                | vor 1825 | Pommern | |
| Huta Jagodnica                                                         | Łódź, Stadtteil Polesie                                 | |                                                | 1837 | Hessen | |
| Huta Janowska                                                          | Gmina Pabianice                                         | |                                                | vor 1835 | | |
| Huta Szklana*                                                          | Łódź, Stadtteil Widzew                                  | Huta Szklanna                                                                                                  |                                                | | Pommern | |
| Ignacew                                                                | Gmina Parzęczew                                         | |                                                | 1810 | Pommern | |
| Janowice                                                               | Gmina Pabianice                                         | Janowiec |                                                | vor 1825 | | |
| Janów (nördl. von Nowosolna)                                           | Gmina Nowosolna                                         | |                                                | 1790, nach 1835 | Pommern | Schule (1919, um 1925) |
| Janów (südl. von Nowosolna)                                            | Łódź, Stadtteil Widzew                                  | Mileszki Holland                                                                                               |                                                | 1790, 1795, 1790 | Pommern | Schule (1865), zu Janów gehörte auch Henryków |
| Janów                                                                  | Gmina Zgierz                                            | |                                                | 1860, 1862, 1864–1865 | Pommern | |
| Janów                                                                  |                                                         | |                                                | vor 1825 | | |
| Janówka                                                                | Gmina Andrespol                                         | |                                                | 1812, 1830 | Pommern | |
| Jasień                                                                 | Gmina Rogów                                             | |                                                | vor 1825 | | Schule (1865) |
| Jesionna                                                               | Gmina Wodzierady                                        | Jasionna |                                                | 1820, nach 1835 | Schlesier | |
| Jedlicze                                                               | Gmina Zgierz                                            | |                                                | | Pommern | |
| Jeziorko                                                               | Gmina Koluszki                                          | |                                                | nach 1835 | Pommern | |
| Jeżew                                                                  | Gmina Zadzim                                            | Jeżów |                                                | nach 1835 | Pommern | |
| Jędrzejów                                                              | Łódź, Stadtteil Górna?                                  | |                                                | 1820 | Pommern | |
| Jordanów                                                               | Gmina Brzeziny                                          | |                                                | 1832, 1852 | Pommern, Schlesier | |
| Józefów (bei Zgierz)                                                   | Gmina Zgierz                                            | |                                                | 1860, 1862, 1864–1865 | Pommern | Schule (1919) |
| Józefów (nördl. von Łask)                                              | Gmina Wodzierady                                        | |                                                | 1840 | Schlesier | |
| Józefow (bei Konstantynów Łódzki)                                      |                                                         | |                                                | 1850 | Schlesier, Pommern | |
| Józefów (westl. von Ruda-Bugaj)                                        |                                                         | |                                                | 1843 | Schlesier | |
| Józefów                                                                | Gmina Rogów                                             | |                                                | vor 1825 | | |
| Julianki                                                               |                                                         | |                                                | vor 1835 | | |
| Julianów                                                               | Gmina Wodzierady                                        | |                                                | nach 1835 | Schlesier | |
| Justynów                                                               | Gmina Andrespol                                         | |                                                | 1811 | Pommern | Schule (1865, um 1919) |
| Jutrzkowice                                                            | Pabianice                                               | |                                                | nach 1835 | Schlesier | |
| Kalino*                                                                | Gmina Rzgów                                             | |                                                | nach 1835 | evangelische Südwestdeutsche, Pommern | Schule (um 1919, 1929) |
| Kalonka                                                                | Gmina Nowosolna                                         | Mieczki |                                                | 1800, nach 1835 | Pommern | Schule (1919) |
| Kalskie Hollendry siehe Grabieniec                                     |                                                         | |                                                | | | |
| Kałów                                                                  | Gmina Poddębice                                         | |                                                | nach 1835 | Pommern | Die deutschen Siedler wanderten später ab. |
| Kały                                                                   | Łódź, Stadtteil Bałuty?                                 | Kały-Holland                                                                                                   |                                                | 1793, 1796, nach 1835 | Schlesier | Schule (1798) |
| Karasica                                                               | Gmina Głowno                                            | |                                                | 1795, vor 1800 | Pommern | Die meisten deutschen Siedler wanderten später ab. |
| Karkoszki                                                              | Łódź                                                    | |                                                | 1798 | | Die Siedlung lag in der Nähe des späteren Fabrikbahnhofs und wurde in die dortige, 1821 gegründete Fabrikstadt einbezogen. |
| Karolew (bei Łódź)                                                     | Łódź, Stadtteil Polesie                                 | | Litzmannstadt-Karlshof (1943–1945)             | 1842 | Schlesier | |
| Karolew                                                                | Pabianice                                               | |                                                | 1800, nach 1835 | Schlesier | |
| Karolinów                                                              | Gmina Dalików                                           | |                                                | 1811 | Pommern | |
| Karolszewice                                                           | Pabianice?                                              | |                                                | | Schlesier | |
| Karpin                                                                 | Gmina Brójce                                            | |                                                | | Pommern | |
| Karszew                                                                | Gmina Łask                                              | |                                                | nach 1835 | Schlesier | |
| Katarzynów (südöstl. von Brzeziny)                                     | Gmina Koluszki                                          | Katrinken |                                                | vor 1795, 1797 | Pommern | Schule (1805, 1865, 1919) |
| Katarzynów                                                             | Gmina Ozorków                                           | |                                                | 1830 | Pommern | |
| Kazimierzów (nordwestl. von Brzeziny)                                  | Gmina Stryków?                                          | |                                                | 1850 | Pommern | |
| Kazimierzów (südöstl. von Brzeziny)                                    | Gmina Koluszki                                          | Kazmierzow |                                                | 1864 | Pommern | |
| Kędziorki*                                                             | Gmina Brzeziny                                          | |                                                | nach 1835 | Pommern | |
| Kiełbasa                                                               | Gmina Rogów                                             | |                                                | vor 1795, vor 1800 | | Im Jahr 1814 wanderten die Siedler nach Russland (Bessarabien?) ab, wurden aber gleich durch neue ersetzt. |
| Klimkowizna*                                                           | Pabianice                                               | |                                                | | Pommern | |
| Kochanów                                                               | Gmina Głuchów                                           | Erdmannsweiler                                                                                                 |                                                | um 1800 | evangelische Südwestdeutsche | Schule (1865, 1919) |
| Kolonie Widzew siehe Dąbrowa                                           |                                                         | |                                                | | | |
| Konstancya                                                             |                                                         | |                                                | vor 1825 | | |
| Konstantynów Łódzki*                                                   |                                                         | | Tuchingen (1943–1945)                          | 1821 | Tuchmacher und Handwerker aus Züllichau (Sulechów), dem Posener Raum und der Mark Brandenburg                                                 | Schule (ab 1838, um 1925), Kirche seit 1829 |
| Konstantynówek (bei Konstantynów Łódzki)                               |                                                         | |                                                | vor 1825 | | |
| Kopanka                                                                | Gmina Nowosolna                                         | |                                                | 1860, nach 1835 | Pommern | |
| Kowalszczyzna                                                          | Łódź                                                    | |                                                | vor 1825 | | |
| Kreszew                                                                | Ozorków                                                 | Kreszew Porządkowy                                                                                             |                                                | 1825 | Pommern | |
| Krogulec*                                                              |                                                         | |                                                | | Pommern | |
| Krzemieniew                                                            | Gmina Dalików                                           | Krzemienew |                                                | nach 1835 | Pommern | Die meisten deutschen Siedler wanderten später ab. |
| Krzywie                                                                | Zgierz                                                  | |                                                | 1820, nach 1820 | Pommern | |
| Krzywiec                                                               | Gmina Aleksandrów Łódzki                                | |                                                | 1810 | Schlesier | Schule (1865, 1914) |
| Ksawerów                                                               | Gmina Ksawerów                                          | Xawerów, Xawerow                                                                                               |                                                | 1824, 1824–28, vor 1835 | Deutsche aus der Region Böhmisch Leipa, Schlesier, Pommern                                                                                    | vorwiegend katholisch, Schule (um 1919) |
| Księstwo siehe Brużyczka                                               |                                                         | |                                                | | | |
| Kudrowice*                                                             | Gmina Pabianice                                         | |                                                | nach 1835 | Schlesier | |
| Kwilno                                                                 | Gmina Zgierz                                            | |                                                | 1845 | Pommern | |
| Laski                                                                  | Gmina Nowosolna, Schulzenamt Moskwa                     | |                                                | 1797 | Pommern | |
| Leonardów                                                              | Gmina Zgierz                                            | |                                                | 1860, 1864–1865 | Pommern | |
| Leonów                                                                 | Gmina Zgierz                                            | |                                                | 1818 | Pommern | |
| Leopoldów (südöstl. von Brzeziny)                                      |                                                         | |                                                | 1863, 1868 | Pommern | |
| Leopoldów (südöstl. von Pabianice)                                     | Gmina Tuszyn?                                           | |                                                | | Pommern | |
| Leosin                                                                 | Gmina Koluszki                                          | |                                                | 1819 | Pommern | Schule (1919) |
| Leszczyny                                                              | Gmina Dłutów                                            | |                                                | nach 1835 | Pommern | |
| Lipa                                                                   | Gmina Stryków                                           | |                                                | 1850 | Pommern | |
| Lipiny                                                                 | Gmina Nowosolna                                         | |                                                | 1820 | Pommern | Schule (um 1919) |
| Lisowskie Hol. siehe Erazmów                                           |                                                         | |                                                | | | |
| Lorenki                                                                | Gmina Zgierz                                            | |                                                | 1850 | Pommern | Schule (um 1919) |
| Lublinek*                                                              | Łódź, Stadtteil Polesie                                 | |                                                | | Schlesier | |
| Lućmierz                                                               | Gmina Zgierz                                            | |                                                | | | |
| Ludowinka                                                              | Gmina Wodzierady                                        | |                                                | vor 1825 | Schlesier | |
| Ludwików                                                               | Gmina Aleksandrów Łódzki?                               | |                                                | 1850 | Schlesier | Schule (um 1919) |
| Łagiewniki Małe                                                        | Łódź                                                    | | Klosterborn (1939–45)                          | vor 1825 | | |
| Łaskowice*                                                             | Łódź, Stadtteil Polesie                                 | Laskowice |                                                | | Schlesier | |
| Łaznowska Wola                                                         | Gmina Rokiciny                                          | Grömbach, Groembach, Laznowskaja Wolja, Grünbach                                                               |                                                | 1800, 1800–1802, 1800–1803 | evangelische Südwestdeutsche, Pommern, vorwiegend Württemberger sowie Mecklenburger                                                           | Schule (ca. 1800–1802, 1865, 1895, 1919, um 1925, 1932), Filialkirche seit 1928 |
| Łobódź                                                                 | Gmina Aleksandrów Łódzki                                | Łobodzia |                                                | 1815 | Schlesier | |
| Łobudzice                                                              | Gmina Szadek                                            | Loboschitz, |                                                | 1837 | evangelische und katholische Südwestdeutsche                                                                                                  | Schule (1919) |
| Łódź*                                                                  |                                                         | Lodsch | Litzmannstadt (1939–1945)                      | 1823 | Tuchmacher und Handwerker aus dem Posener Raum, Schlesien, Sachsen und Böhmen                                                                 | Schule (1826), 4 Schulen (1867), 9 Schulen (1899), Schulen mit 127 (um 1919) bzw. 100 (um 1925) Klassen, Kirchen: St. Trinitatis seit 1826, St. Johannis seit 1884, St. Matthäi seit 1929, poln.-ev. Gemeinde seit 1936                                                              |
| Łomnik                                                                 | Aleksandrów Łódzki                                      | |                                                | vor 1825 | | |
| Majdany                                                                |                                                         | Maidom |                                                | | | |
| Maiówka                                                                |                                                         | Majówka |                                                | 1816 | Schlesier | |
| Małczew-Holland oder Holendry siehe Adamów                             |                                                         | |                                                | | | |
| Małogórne                                                              | Gmina Parzęczew                                         | Kleingórne, Małagorne, Male Górne                                                                              |                                                | 1798 | Pommern | |
| Mariampol                                                              | Gmina Parzęczew                                         | Maryampol |                                                | vor 1825 | | Schule (1865) |
| Marianów                                                               | Gmina Rogów                                             | |                                                | vor 1843 | | Schule (1865) |
| Marjanów (nordwestl. von Łódź)                                         | Łódź, Stadtteil Bałuty?                                 | |                                                | 1850, 1864–1865 | Schlesier | |
| Marianów (bei Łask)                                                    | Gmina Wodzierady                                        | Marjanow |                                                | 1820 | Schlesier | Schule (um 1925) |
| Marianów Kołacki                                                       | Gmina Brzeziny                                          | Maryanów |                                                | vor 1825 | | |
| Markówka                                                               | Gmina Dobroń                                            | Hochweiler, Hochwald                                                                                           |                                                | 1803, um 1800, 1803–1806 | evangelische Südwestdeutsche, Schwaben, Schwaben, Hessen, Hugenotten                                                                          | Schule (1865, um 1919) |
| Mauryców                                                               | Gmina Wodzierady                                        | Maurycew |                                                | 1815, nach 1835 | Schlesier | Schule (1919) |
| Michałów (östl. v. Brzeziny)                                           | Gmina Rogów?                                            | |                                                | vor 1835 | | nur vier Siedlerstellen |
| Michałów (südöstl. v. Brzeziny)                                        |                                                         | |                                                | 1878 | Pommern | |
| Michałów (nördl. von Zgierz)                                           | Gmina Zgierz                                            | |                                                | | Pommern | |
| Mieczki siehe Kalonka                                                  |                                                         | |                                                | | | |
| Mikołajew                                                              | Łódź? Stadtteil Bałuty? oder Gmina Aleksandrów Łódzkie  | |                                                | 1820 | Schlesier | |
| Mikołajów                                                              | Gmina Rokiciny                                          | Mikołajew |                                                | vor 1835 | | Schule (1865) |
| Mikołajew                                                              | Gmina Parzęczew                                         | |                                                | | vor 1835 | |
| Mileszki                                                               | Łódź, Stadtteil Widzew                                  | Militz |                                                | 1790, 1793, vor 1795, nach 1835 | Badener, katholische Südwestdeutsche | katholisch, Schule (1798) |
| Mileszki Holland siehe Janów                                           |                                                         | |                                                | | | |
| Modlica                                                                | Gmina Tuszyn                                            | Modlitze |                                                | vor 1795, 1796, vor 1825 | je zur Hälfte Polen und Deutsche | Die deutschen Siedler wanderten später ab. |
| Modlna                                                                 | Gmina Ozorków                                           | |                                                | | Pommern | |
| Moskule                                                                | Łódź?, Stadtteil Widzew?                                | Moskuliki, Małe Moskule                                                                                        |                                                | 1820, vor 1825 | Pommern | Schule (1865) |
| Natolin                                                                | Gmina Nowosolna                                         | |                                                | 1820 | evangelische Südwestdeutsche, Schwaben | |
| Nery*                                                                  | Łódź?, Stadtteil Widzew?                                | |                                                | | Pommern | |
| Niecki                                                                 | Gmina Nowosolna                                         | |                                                | vor 1825 | | |
| Nowa Jerozolima                                                        | Gmina Parzęczew                                         | |                                                | vor 1825 | | |
| Nowe Krasnodęby                                                        | Gmina Aleksandrów Łódzki                                | Neu-Schöneich                                                                                                  |                                                | 1820 | Pommern | |
| Nowe Rokicie                                                           | Łódź, Stadtteil Górna                                   | Neu Rokicie |                                                | | Schlesier, Pommern | Schule (um 1919) |
| Nowe Wrzeszczewice                                                     | Gmina Łask                                              | Neu-Wrzeszczewice                                                                                              |                                                | | Schlesier | |
| Nowosolna                                                              | Łódź, Stadtteil Widzew                                  | Neusulzfeld, Sulzfeld, Neu-Sulzfeld                                                                            |                                                | 1801 | evangelische Südwestdeutsche, Schwaben | Schule (1919), Schule mit drei Klassen (um 1925), Kirche seit 1838 |
| Nowostawy                                                              | Gmina Dmosin oder Gmina Stryków                         | Nowestawy |                                                | vor 1825 | | Fast alle Siedler wanderten zwischen 1825 und 1835 ab. |
| Nowy Adamów (bei Aleksandrów Łódzki)                                   | Gmina Aleksandrów Łódzki                                | Neu-Adamow, Neu-Adam, Adamów Nowy                                                                              |                                                | 1828, 1832 | Schlesier | Schule (um 1919) |
| Nowy Świat                                                             | Gmina Wodzierady                                        | |                                                | vor 1825 | | |
| Olechów                                                                | Łódź, Stadtteil Widzew                                  | Wiskitno Kolonia                                                                                               |                                                | um 1790, 1794, vor 1796 | Schlesier, Pommern, Deutsche und Polen | Schule (1865, 1919) |
| Ostrówek (nördl. v. Zgierz)                                            |                                                         | |                                                | vor 1825 | | Nur 1–2 Siedlerstellen. |
| Ozorków*                                                               |                                                         | | Brunnstadt (1943–1945)                         | 1813, 1816 | Tuchmacher vorwiegend aus Rogasen (Rogoźno), Kolmar (Chodzież) und Dombie (Dąbie)                                                             | Schule (ab 1882 dreiklassig, um 1919), Kirche seit 1826, Zuwanderung von Tuchmachern in die Gegend der späteren Stadt ab 1807 |
| Pabianice*                                                             |                                                         | Pabianitz |                                                | vor 1803, 1825 | | Schule(n) mit 12 Klassen (um 1925), deutsches Gymnasium (ab 1916), Kirche seit 1827 (zuvor Gründungsversuch 1818) |
| Pabjanka                                                               | Łódź, Stadtteil Bałuty?                                 | |                                                | 1855 | Schlesier | |
| Palestyna                                                              | Gmina Zgierz                                            | Palästina |                                                | 1860, 1864–1865 | Pommern | Schule (ab 1866) |
| Pawlikowice                                                            | Gmina Pabianice                                         | |                                                | 1794, nach 1790, vor 1795, vor 1796 | Schlesier, sowie Polen aus dem Posener Raum, Deutsche und Polen                                                                               | Schule (1919, um 1925) |
| Pelagia                                                                | Gmina Wodzierady                                        | |                                                | nach 1835 | Schlesier | |
| Piaskowa Góra                                                          | Aleksandrów Łódzki                                      | Reschkenberg, Jeschkenberg (bei dieser Version handelt es sich offenbar um einen Übertragungsfehler), Sandberg |                                                | 1808 | Schlesier | |
| Piątkowisko                                                            | Gmina Pabianice                                         | Piontkowisko                                                                                                   |                                                | 1815 | Schlesier, Pommern | |
| Placydów                                                               | Gmina Aleksandrów Łódzki                                | |                                                | 1850 | Pommern | |
| Plichtów                                                               | Gmina Nowosolna                                         | |                                                | 1795, 1798 | Pommern | |
| Podole                                                                 | Gmina Zgierz                                            | |                                                | 1860, 1864–1865 | Pommern | |
| Podwionczyn                                                            |                                                         | |                                                | vor 1835 | | Schule (1865) |
| Polik                                                                  | Gmina Brzeziny                                          | |                                                | vor 1825 | | |
| Popielawy                                                              | Gmina Rokiciny, zu Łaznowska Wola (Grömbach) gehörig    | |                                                | 1806 | | 4 Siedlerstellen |
| Poręba                                                                 | Łódź?                                                   | |                                                | vor 1835 | Polen | |
| Proboszczowice                                                         | Gmina Zgierz?                                           | Proboszczowice, Proboszczewice                                                                                 |                                                | 1800 | | Schule (1840 aufgelöst) |
| Przanowice                                                             | Gmina Koluszki                                          | Pszanowice |                                                | 1790, 1798 | Pommern | |
| Przanowice-Holland siehe Gaj                                           |                                                         | |                                                | | | |
| Przyłęk                                                                | Gmina Rogów                                             | |                                                | vor 1795, vor 1800 | | Schule (1865) |
| Przyrownica                                                            | Gmina Wodzierady                                        | |                                                | nach 1835 | Schlesier | |
| Pustkowa Góra                                                          | Gmina Parzęczew                                         | Pustkowie Górne, Pustkowa Góra H.                                                                              |                                                | 1783, 1784 | Pommern | Schule (um 1919) |
| Radogoszcz                                                             | Łódź, Stadtteil Bałuty                                  | Radegast |                                                | 1794, 1794 (1795), vor 1800, nach 1835 | Schlesier | Schule (um 1919), Kirche seit 1932 (Kirchspiel Łódź-Radogoszcz) |
| Radogoszcz Holland siehe Żabieniec                                     |                                                         | |                                                | | | |
| Radziborz                                                              |                                                         | |                                                | 1850 | Pommern | |
| Rafałów                                                                | Gmina Zgierz oder Parzęczew                             | |                                                | vor 1825 | | |
| Rafałów                                                                | Aleksandrów Łódzki?                                     | |                                                | vor 1825 | | |
| Rąbień                                                                 | Gmina Aleksandrów Łódzki                                | Rombień |                                                | 1800, 1802 | Schlesier | Schule (um 1919) |
| Rąbinek                                                                |                                                         | |                                                | nach 1835 | Schlesier | |
| Reginów (bei Ciosny)                                                   |                                                         | |                                                | 1845 | | |
| Rembów                                                                 | Gmina Łask                                              | Rębów |                                                | 1815 | Schlesier | |
| Reksuł                                                                 | Gmina Parzęczew                                         | Chociszewer Holl, Choziszew, Rexul, Rexul Holland                                                              | Rebenau (1943–1945)                            | vor 1800, 1800 | Pommern | Schule (1805) |
| Rogi*                                                                  | Łódź, Stadtteil Bałuty                                  | |                                                | | Pommern | |
| Rogów                                                                  | Gmina Rogów                                             | |                                                | vor 1843 | | |
| Rokiciny                                                               | Gmina Rokiciny                                          | |                                                | nach 1835 | Pommern | |
| Rokitnica                                                              | Gmina Łask                                              | |                                                | 1800 | Schlesier | Schule (1865, um 1925) |
| Romanów*                                                               | Łódź, Stadtteil Bałuty                                  | |                                                | 1885 | Schlesier | |
| Rosanów                                                                | Gmina Zgierz                                            | Rosenau, Rozenów, Rosynów, Rossenow                                                                            |                                                | 1820, 1826, vor 1835, 1840 | Pommern | Schule (1865, um 1867, um 1919, bis 1922) |
| Rozenów N.                                                             |                                                         | |                                                | 1845 | Pommern | |
| Ruda                                                                   | Gmina Aleksandrów Łódzki                                | |                                                | 1782 | Schlesier | Kirche 1801–1829 (Gemeinde Groß Brużica, 1829 verlegt nach Aleksandrów Łódzki) |
| Ruda Pabianicka                                                        | Łódź, Stadtteil Górna                                   | Ruda Pabjanicka                                                                                                |                                                | 1910 | | Schule mit 5 Klassen (um 1925), Kirche seit 1924 |
| Rudunki (Zgierz)                                                       |                                                         | Wilhelmstal, Rudonki                                                                                           |                                                | | | |
| Rydzyny                                                                | Gmina Pabianice                                         | Reisner Holl.                                                                                                  |                                                | um 1790, 1791, 1794, vor 1795 | Pommern, sowie Polen aus dem Posener Raum, Deutsche und Polen                                                                                 | Schule (1865) |
| Sanie                                                                  | Gmina Aleksandrów Łódzki                                | |                                                | 1832, nach 1835 | Schlesier | |
| Sąsieczno                                                              |                                                         | |                                                | vor 1835 | Pommern und ev. Südwestdeutsche | |
| Skoszewka                                                              |                                                         | |                                                | vor 1825 | | |
| Skoszewy                                                               | Gmina Nowosolna                                         | |                                                | vor 1825 | | Mehrere Höfe wurden später zwangsweise vom Grundherrn wieder eingezogen, 1921 gab es nur noch einen evangelischen Einwohner. |
| Skotniki Małe                                                          | Gmina Zgierz                                            | |                                                | vor 1825 | | |
| Słotwiny                                                               | Gmina Koluszki                                          | Słotfiny |                                                | vor 1800 | Pommern | |
| Słowik                                                                 | Gmina Zgierz                                            | Słowik H. |                                                | 1784, 1785, vor 1795 | Pommern | Schule (1798, 1865, um 1919), einige Siedler wanderten zwischen 1825 und 1835 ab. |
| Smolice*                                                               | Gmina Stryków                                           | |                                                | nach 1835 | Pommern | |
| Sokola Góra                                                            | Gmina Parzęczew, Schulzenamt Mariampol                  | |                                                | vor 1825 | | |
| Sokołowo (nordwestl. v. Łódź)                                          |                                                         | |                                                | vor 1825 | | Zwischen 1825 und 1835 wanderte ein Großteil der Siedler ab. |
| Srebrna Dąbrowa                                                        | Konstantynów Łódzki                                     | Srebrna, Schribnau, Schriebenau, Schribne                                                                      |                                                | 1834, 1835, um 1850 | Baden, Katholiken aus dem Raum Mannheim, katholische Südwestdeutsche                                                                          | katholisch |
| Stamirowice                                                            | Gmina Koluszki                                          | |                                                | 1805 oder 1819 (Kossmann verzeichnet zwei Orte dieses Namens nahe beieinander. Vermutlich handelt es sich dabei um einen Übertragungsfehler, da keine andere Quelle zwei Orte dieses Namens in dieser Gegend nennt). | Pommern | |
| Stanisławów Stary                                                      | Gmina Lutomiersk                                        | |                                                | 1845 | Schlesier | Schule (1919) |
| Stanisławów Nowy (bei Aleksandrów Łódzki)                              | Gmina Lutomiersk                                        | |                                                | 1860 | Schlesier | |
| Stanisławow (südöstl. von Pabianice)                                   | Gmina Dłutów oder Gmina Tuszin                          | |                                                | 1855 | Pommern, Schlesier | |
| Stare Krasnodęby                                                       | Gmina Aleksandrów Łódzki                                | Alt-Schöneich, Durlach                                                                                         |                                                | 1802 | Pommern | |
| Starowa Góra                                                           | Gmina Rzgów                                             | Effingshausen, Effinghausen                                                                                    |                                                | 1800, 1803–1805 | evangelische Südwestdeutsche, Schwaben | Schule (1865, 1919, um 1925) |
| Stary Adamów (bei Aleksandrów Łódzki)                                  | Gmina Aleksandrów Łódzki                                | Alt-Adamow, Alt-Adam, Adamów Stary                                                                             |                                                | 1815 | Schlesier | Schule (1865, 1919) |
| Stawki                                                                 |                                                         | |                                                | 1870 | Schlesier | |
| Stefanów (südöstl. von Brzeziny)                                       | Gmina Koluszki                                          | |                                                | vor 1795, 1795 | Pommern | |
| Stefanów (südöstl. von Łódź)                                           | Gmina Brójce                                            | |                                                | | Pommern | |
| Stefanów                                                               | Gmina Rogów                                             | |                                                | vor 1800, vor 1825 | | Schule (1805) |
| Stefanów                                                               | Gmina Rokiciny                                          | |                                                | vor 1835 | | |
| Stępowizna                                                             |                                                         | Stempowiese |                                                | 1830 | Pommern | |
| Stróża                                                                 | Gmina Andrespol                                         | Stróza |                                                | 1870 | Pommern | Schule (um 1919) |
| Strumiany                                                              | Gmina Zgierz                                            | |                                                | vor 1825 | | Ein Teil der Siedler wanderte zwischen 1825 und 1835 ab. |
| Stryków*                                                               |                                                         | | Strickau (1943–1945)                           | 1791 | Tuchmacher aus Lissa (Leszno) und dem Posener Raum                                                                                            | Schule (um 1925) |
| Strzelnia                                                              | Gmina Rogów                                             | |                                                | vor 1843 | | |
| Swędów                                                                 | Gmina Stryków                                           | Swendow, Swendow H.                                                                                            |                                                | 1789, 1790, 1792, vor 1795 | Pommern | Schule (1798, um 1867, um 1919) |
| Syberia                                                                | Gmina Brzeziny                                          | Syberya |                                                | vor 1825 | | |
| Szatonia*                                                              | Aleksandrów Łódzki                                      | Szatonie |                                                | | Pommern | |
| Szedlika                                                               |                                                         | |                                                | 1864–1865 | | |
| Szynkielew                                                             | Gmina Pabianice                                         | Szynkielów |                                                | 1845, nach 1835 | Schlesier | Schule (um 1919) |
| Tadzin*                                                                | Gmina Rzgów                                             | |                                                | | Pommern | |
| Tarnowa                                                                | Gmina Poddębice                                         | |                                                | vor 1800 | Pommern | Die meisten deutschen Siedler wanderten später ab. |
| Taurów                                                                 | Gmina Żelechlinek                                       | |                                                | um 1800 | Pommern | Schule (1865) |
| Tążewy                                                                 | Gmina Dłutów                                            | Tązowy |                                                | vor 1825 | | Ein Großteil der Siedler wanderte zwischen 1825 und 1835 ab. |
| Teodorów                                                               | Gmina Brzeziny                                          | |                                                | 1801 | | |
| Teofilów                                                               | Łódź, Stadtteil Bałuty                                  | |                                                | 1870 | Schlesier | |
| Teolin                                                                 | Gmina Nowosolna                                         | |                                                | 1820, vor 1825 | evangelische Südwestdeutsche, Schwaben | Schule (1919, um 1925) |
| Terenin                                                                |                                                         | | nach 1835                                      | Schlesier | | |
| Tkaczewska Góra                                                        | Gmina Parzęczew                                         | Neu-Württemberg                                                                                                |                                                | um 1800, 1803 | Schwaben | Schule (1919) |
| Trupianka                                                              | Gmina Dalików, Gmina Lutomiersk oder Aleksandrów Łódzki | |                                                | 1865 | Schlesier | |
| Tumusin                                                                | Gmina Poddębice                                         | |                                                | nach 1835 | Pommern | Die deutschen Siedler wanderten später ab. |
| Turobowice                                                             | Gmina Koluszki                                          | |                                                | 1890 | Pommern | |
| Tymianka*                                                              | Gmina Stryków                                           | |                                                | 1855, nach 1880 | Pommern | |
| Ukraina                                                                | Gmina Zgierz                                            | |                                                | 1860, 1862, 1864–1865 | Pommern | |
| Ustronie (nördl. von Aleksandrów Łódzki)                               | Gmina Zgierz                                            | |                                                | 1860 | Pommern | |
| Ustronie* (östl. von Łódź)                                             | Łódź?, Stadtteil Widzew?                                | |                                                | | Pommern | |
| Utrata (südwestl. v. Pabianice)                                        |                                                         | |                                                | vor 1825 | | |
| Wały                                                                   | Gmina Zgierz?                                           | |                                                | vor 1835 | | |
| Warszewice                                                             | Gmina Stryków                                           | |                                                | vor 1800, 1840 | Pommern | |
| Wiączyń Dolny                                                          | Gmina Nowosolna                                         | Unter-Wionczyn                                                                                                 |                                                | 1803 | Schwaben | Schule (um 1925) |
| Wiączyń Górny                                                          | Łódź, Stadtteil Widzew?                                 | Ober-Wionczyn                                                                                                  |                                                | 1803 | Schwaben, Polen | 1826 lebten 40 reformierte Familien in Wiączyń Górny |
| Wiączyń Nowy                                                           |                                                         | N.-Wionczyn, Neu-Wyącz.                                                                                        |                                                | 1803, um 1800 | evangelische Südwestdeutsche, Schwaben | Schule (1919) |
| Widzew                                                                 | Łódź                                                    | Friedrichshagen                                                                                                |                                                | vor 1825 | Polen | |
| Wielka Wieś                                                            | Gmina Zgierz?                                           | |                                                | vor 1825 | | |
| Wierzbno                                                               | Aleksandrów Łódzki                                      | |                                                | 1782, 1810 | | |
| Wilczyca                                                               | Gmina Dalików                                           | |                                                | nach 1835, vor 1838 | Pommern | Schule (1919) |
| Wilków                                                                 | Gmina Dalików                                           | |                                                | vor 1800, vor 1838 | Pommern | Schule (1919), Die meisten deutschen Siedler wanderten später ab. |
| Wiśniowa Góra                                                          | Gmina Andrespol                                         | Kirschberg |                                                | 1860 | evangelische Südwestdeutsche | |
| Wiskitno Kolonia siehe Olechów                                         |                                                         | |                                                | | | |
| Władysławów                                                            | Gmina Zgierz                                            | |                                                | 1820 | Pommern | Schule (1919) |
| Wola Branicka                                                          | Gmina Zgierz                                            | |                                                | 1825 | Pommern | |
| Wola Kazubowa*                                                         | Gmina Tuszyn                                            | Wola Kozubowa                                                                                                  |                                                | nach 1835 | Pommern, Schlesier | |
| Wola Rakowa*                                                           | Gmina Brójce                                            | Wollrackhof |                                                | | | |
| Wola Zaradyńska                                                        | Gmina Ksawerów                                          | |                                                | 1815, nach 1835 | Schlesier | |
| Wola Żytowska                                                          | Gmina Pabianice                                         | |                                                | 1815, vor 1825 | Schlesier | |
| Wołyń                                                                  | Gmina Zgierz                                            | |                                                | 1864–1865 | | |
| Woźniki                                                                | Gmina Dalików                                           | |                                                | vor 1800 | Pommern | |
| Wódka                                                                  | Gmina Nowosolna                                         | |                                                | vor 1825 | | |
| Wymysłów Francuski                                                     | Gmina Dobroń                                            | Fr.-Wymysłów                                                                                                   |                                                | 1800, um 1800 | Schwaben | |
| Wymysłów-Piaski                                                        | Gmina Dobroń                                            | Piaski |                                                | 1810 | Pommern | |
| Wysieradz                                                              | Gmina Pabianice, Schulzenamt Janowice                   | |                                                | 1820 | Schlesier | |
| Wytrzyszczki*                                                          | Gmina Parzęczew                                         | Wytryszcz |                                                | vor 1825 | Pommern | Die deutschen Siedler wanderten später ab. |
| Zalesie*                                                               | Gmina Wodzierady                                        | |                                                | | Schlesier | |
| Załęże                                                                 |                                                         | |                                                | vor 1835 | | |
| Zarzew                                                                 | Łódź                                                    | |                                                | vor 1825 | Polen | |
| Zdrzychów                                                              | Gmina Dalików                                           | Zdzichów, Zdzychów                                                                                             |                                                | nach 1835 | Pommern | |
| Zdziechów (westl. von Łódź)                                            | Gmina Lutomiersk                                        | |                                                | 1880, nach 1835 | Schlesier | |
| Zgierz*                                                                |                                                         | | Görnau (1943–1945)                             | 1819, 1821 (z. T. auch schon vor 1806) | Tuchmacher vorwiegend aus Ozorków, Rogasen (Rogoźno) Meseritz (Międzyrzecz) und Ritschenwalde (Ryczywół)                                      | Schule (um 1867), Schule mit 6 Klassen (um 1925), dt. Gymnasium (1917–1928), Kirche seit 1824 |
| Zgniłe Błoto                                                           | Gmina Aleksandrów Łódzki                                | |                                                | 1828 | Schlesier | |
| Zielona Góra                                                           | Gmina Koluszki                                          | Grünberg |                                                | 1803 | Schwaben, evangelische Südwestdeutsche | Schule (1865, um 1919) |
| Zimna Woda*                                                            | Łódź, Stadtteil Bałuty                                  | |                                                | | Pommern | |
| Złotno                                                                 | Łódź, Stadtteil Polesie                                 | Złotna |                                                | 1880 | Schlesier | Schule (1919, um 1925) |
| Złotniki                                                               | Gmina Dalików                                           | | Güldenstern                                    | nach 1835 | Pommern | Die deutschen Siedler wanderten später ab. |
| Zofiówka                                                               | Gmina Tuszyn                                            | |                                                | 1850 | Pommern, Schlesier | Schule (um 1919) |
| Żabieniec (nördl. von Łódź)                                            | Łódź, Stadtteil Bałuty                                  | Radogoszcz Holland                                                                                             |                                                | 1793, 1797, vor 1800 | Schlesier | Schule (um 1867, 1919, um 1925) |
| Żabieniec (westl. von Pabianice) siehe Babieniec (wohl ein Lesefehler) |                                                         | |                                                | nach 1835 | | |
| Żakowice                                                               | Gmina Koluszki                                          | Saccower Hol., Saccower Niederlassung                                                                          |                                                | 1805, nach 1835 | Pommern | Schule (1865, 1919) |
| Żytowice*                                                              | Gmina Pabianice                                         | |                                                | nach 1835 | Schlesier | |